# Патрисія Саран
Патрисія Саран (ісп. Patricia Sarán; 24 лютого 1961 року, Ла-Пампа) — аргентинська акторка, модель і співачка, героїня світських скандалів і таблоїдів. Культова аргентинська модель і секс-символ 1980-х років, яка вперше стала відома завдяки телевізійній рекламі джинсів бренду Jordache, ролик якої був записаний у ліфті і викликав широкий громадський резонанс через сміливість сцен і незвичайність фізичних даних моделі. Ця реклама викликала бурхливу емоцію як в суспільстві, так і в пресі Аргентини. Завдяки цій рекламі Патрісія Саран потрапила в історію моди, а її ім'я стало ім'ям прозивним в аргентинській культурі, в художній літературі і в журналістиці. 
Зараз Патрисія Саран актриса кіно і телеведуча.

## Біографія
Патрисія Сапан народилася 24 лютого 1961 р в провінції Ла-Пампа (Аргентина). Громадянка Аргентини. Патрисія має двох братів. Вона відвідувала двомовну школу. Дівчина рано розпочала діяльність, пов'язану з танцями, співом та виконавським мистецтвом. Вивчала право і психологію.
Почала працювати в 14 років, працювала на телебаченні, мала контракт з брендом «Fiorucci». Знялася в культовій рекламі джинс. Ролик реклами джинсів йшов кілька років.
У 1989 році вона знялась у фільмі Bañeros 2, la playa loca, режисера Карлоса Галеттіні.
У 2006 році Патрисія знялась у фільмі режисера Родольфо Ледо. З цього року до 2009 року вона керувала програмою Dansaran, де демонстрували різні куточки світу за допомогою типових танців кожного регіону. У 2011 році вела телевізійну програму «Pinceladas». У 2012 році записала музичний кліп на пісню «Від вічності» з Мартіном Сочі. У 2013 році зіграла у виставі «Шоу Суарте» в спільній асоціації.
У даний час розвиває сольний вокальний проект .

## Родина
Патрисія була одружена двічі. У першому шлюбі вона перебувала 9 років. Її першим чоловіком був психіатр. Другий шлюб був зареєстрований 11 грудня 1997 року із Карлосом Ребуффо, одним з власників ресторану «Rodizio». Другий шлюб проіснував 4 роки і закінчився судовими розглядами протягом 11 років (її чоловік мав приховані активи в офшорних компаніях). Після розлучення Патрисія втратила нюх через стрес. Карлос Ребуффо покінчив життя самогубством в психіатричній клініці, де він був госпіталізований.

## Творчість

### Музична творчість

#### Сингли
- 2017: Algo contigo
- 2017: A quien le importa
- 2017: Resistiré
- 2017: Bailar pegados
- 2017: Primero yo
- 2017: Seguir viviendo sin tu amor

#### Відеокліпи
- 2012: Desde la eternidad
- 2016: Corazón en mis labios
- 2017: Yo te invito
- 2019: Pura pasión

### Фільмографія

#### Кіно
- 1989: Bañeros 2, la playa loca
- 1989: Los extermineitors
- 1994: Muerte dudosa
- 2006: Bañeros 3, todopoderosos

#### Телебачення
- 1985: Publicidad Conogol para Frigor
- 1986: Publicidad Yogurbelt de Gándara
- 1987/1989: La noche del domingo
- 1988: Amándote
- 1989: Publicidad Jordache
- 1990: Amándote II
- 1990: Estudio 13
- 1991: Imagen de radio
- 2000/2005: Saber elegir
- 2005: ¿X Dónde es?
- 2006/2009: Dansaran
- 2011: Pinceladas
- 2015: Tu evolución
- 2019: Polémica en el bar

### Театр
- 1994: Pobres angelitas
- 2013: Show Suarte